# ويلهلم فلايشمان
ويلهلم فلايشمان (بالألمانية: Wilhelm Fleischmann)‏ هو كيميائي ومؤرخ وأستاذ جامعي ألماني، ولد في 31 ديسمبر 1837 في إرلنغن في ألمانيا، وتوفي في 13 يناير 1920 في غوتينغن في ألمانيا.